# آرثر غرين (لاعب كرة قدم)
آرثر غرين (بالإنجليزية: Arthur Green)‏ (28 أبريل 1928 بليفربول في المملكة المتحدة - 1 يناير 1992) هو لاعب كرة قدم بريطاني في مركز الدفاع. لعب مع نادي بيرتن ألبيون وهدرسفيلد تاون ونادي بارسكو.